# را تریلز
را تریلز (انگلیسی: Raw Thrills) یک شرکت تولیدکننده بازی آرکید می باشد که در اسکوکی، ایلینوی قرار دارد. بیشتر معروفیت این شرکت برای ساخت دستگاه های بازی آرکید بر مبنای فیلم می باشد.
را تریلز در سال ۲۰۰۱ توسط یوجین جرویس و اندرو الوف تاسیس شد. بیشتر کارکنان این شرکت از اعضای سابق شرکت میدوی گیمز می باشد. اولین بازی ساخته شده توسط این شرکت بازی سریع و خشمگین بوده که بر مبنای فیلم سریع و خشمگین ساخته شده است.
این شرکت همچنین بازی رستگاری نابودگر و بتمن را به صورت آرکید ساخته است. در سال ۲۰۰۹ این شرکت همکاری بلند مدت با دو شرکت باندای نامکو انترتینمنت و یونیس چین امضا کرد.

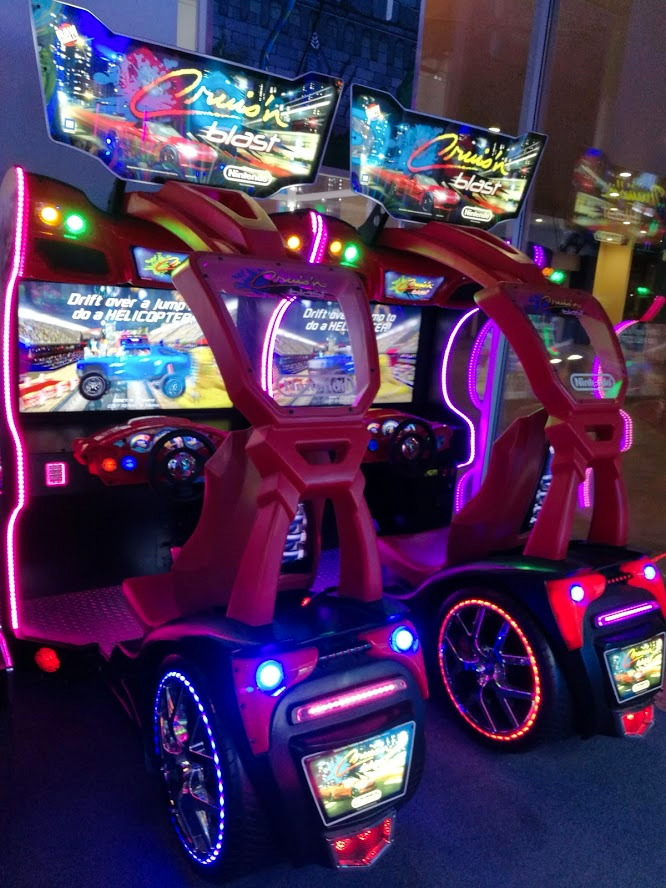
بازی آرکید ساخته شده توسط را تریلز در سال ۲۰۱۷

## بازی های ساخته شده
- سریع و خشمگین (۲۰۰۶)
- گیتار هیرو آرکید (۲۰۰۹)
- رستگاری نابودگر (۲۰۱۰)
- رانندگی کثیف (۲۰۱۱)
- دودل جامپ آرکید (۲۰۱۲)
- پک-من (۲۰۱۳)
- بتمن آرکید (۲۰۱۳)
- بیگانه: کاوننت آرکید (۲۰۱۷)
- بی‌عدالتی: خدایان میان ما آرکید (۲۰۱۷)
- هیلو فایرتیم ریون (۲۰۱۸)